# Bandar Al-Ahbabi
Bandar Mohammed Saleh Al-Ahbabi (ur. 9 lipca 1990) – emiracki piłkarz występujący na pozycji skrzydłowego w drużynie Al-Ain.

## Kariera piłkarska
Wychowanek Al-Ain, w którym występował w latach 2010 - 2012. W sezonie 2011/2012 świętował zdobycie mistrzostwa kraju. Po zakończeniu sezonu odszedł do Al Dhafra, w barwach którego zdobył pierwszego ligowego gola. Po dwóch sezonach został zawodnikiem Baniyas, w którym zadebiutował 11 czerwca 2015 roku w reprezentacji kraju. W 2016 roku powrócił do Al-Ain, a w sezonie 2017/18 świętował drugi tytuł mistrzowski w karierze. W 2019 został powołany do 23-osobowej kadry na Puchar Azji.